# Alpinia cumingii
Alpinia cumingii är en enhjärtbladig växtart som beskrevs av Karl Moritz Schumann. Alpinia cumingii ingår i släktet Alpinia och familjen Zingiberaceae. Inga underarter finns listade i Catalogue of Life.